# Primi amori, primi vizi, primi baci
Primi amori primi vizi primi baci (Nos jours heureux) è un film del 2006 diretto da Olivier Nakache e Éric Toledano.

## Trama
Direttore di una colonia nei Paesi Baschi, Vincent Rousseau non prende alla leggera il suo lavoro. Tuttavia, le tre settimane di permanenza dei giovani affidati alle sue cure sembrano insufficienti per consentirgli di stabilire la sua autorità con i sorveglianti posti ai suoi ordini.
Tra la gestione delle crisi che nascono tra loro e i battibecchi dei giovani, non tutti contenti di essere lontani dai genitori, Vincent non sa più a chi rivolgersi.
Inoltre cerca di liberarsi dall'affetto del padre, che lo chiama di continuo al telefono, e in qualche modo resiste al suo desiderio per il nuovo istruttore, su cui ovviamente il suo assistente ha delle mire.